# Jüdisches Kinderhaus
Das Jüdische Kinderhaus in Kaunas (veraltet russisch und polnisch Kowno) ist nach dem Jüdischen Volksheim in Berlin die zweite Gründung des Arztes und Pädagogen Siegfried Lehmann. Er gründete die Einrichtung 1921 auf Einladung des Jüdischen Nationalrats in Litauen, um die Fürsorge für jüdische Kinder und Jugendliche zu verbessern.

## Vorgeschichte
Die Geschichte des Jüdischen Kinderhauses ist eng verbunden mit der Person von 
 und dessen vorangegangener Arbeit im 
Nach Beate Lehmann machte Siegfried Lehmann „im Jüdischen Volksheim seine ersten Schritte auf dem Weg […], der ihn später, wie er es sich gewünscht hatte, nach Osteuropa und schließlich nach Erez Israel führen würde“. Doch, wenn dies auch der gewünschte Weg gewesen sein mag, so scheint der Abschied vom Volkshaus auch mit Frustrationen verbunden gewesen zu sein. „Nach Ende des Krieges erhoffte sich Lehmann auch hinsichtlich des Ausbaus der Volksheimidee ein Vorankommen, musste jedoch bald resigniert feststellen, dass er in Berlin keine unabhängige jüdische Gemeinschaft aufbauen konnte.“ So gesehen, dürfte es für Lehmann die Chance auf einen Neuanfang gewesen sein, als er 1921 vom Jüdischen Nationalrat Litauens gebeten worden war, „die Kinderfürsorge unter der jüdischen Bevölkerung zu organisieren“.
Lehmann knüpfte in Kaunas erneut an die Ideen der Settlement-Bewegung an, die ihn schon in Berlin geleitet hatten. Er versuchte eine Einrichtung zu schaffen, die mehr war als die meist nur bewahrenden Kinderheime. Das Kinderhaus verfügte über „eine pädagogische, eine medizinische und eine soziale Abteilung. Die pädagogische Abteilung, das Kinderheim, war für ca. 200 Kinder von den ersten Lebensmonaten bis hin zum Jugendalter eingerichtet. Ihm waren Werkstätten und ein kleiner landwirtschaftlicher Betrieb angegliedert, ebenso eine Kleiderausgabestelle, ein Kinderschutzbüro und eine Säuglingsfürsorgestelle.“

## Die Klientel des Kinderhauses
Die ersten von Lehmann und seinen Helferinnen und Helfern betreuten Kinder gehörten zur im Krieg evakuierten jüdischen Bevölkerung Litauens, die nun wieder in ihre Heimat zurückströmte. Doch in den Fokus rückten schnell verwahrloste Jugendliche, „Kinder und Jugendliche, die Pogromen entronnen waren oder deren Eltern in unsäglichen wirtschaftlichen Notlagen lebten, sodass sie sich ohne Eltern und ohne Unterkunft bettelnd und stehelend durchs Leben“ schlagen mussten. Für Lehmann hatten diese Kinder, denen „das Kindheitserlebnis der Liebe fremd geblieben ist“, keine andere Chance, als zu Psychopathen zu werden oder „als jugendliche Verbrecher Rache an der Gesellschaft für ihre liebeleere Kindheit“ zu nehmen. Deshalb war es für ihn nicht verwunderlich, 

„dass diese von der Straße aufgegriffenen Kinder in der ersten Zeit den Erziehern oder sonstigen erwachsenen Personen mit ausgesprochenem Haß gegenüberstanden. Waren die Erzieher auch freundlich und anders als die Polizisten oder Portiers der Häuser oder die Angestellten der sozialen Bureaus, mit denen die Kinder bisher in unangenehme Berührung gekommen waren, war gerade hier doppelte Vorsicht geboten; denn diese Güte war sicherlich nichts anderes als eine Maske, die man im geeigneten Augenblick plötzlich fallen lassen würde, um sie desto sicherer zu fangen.“

„Diese Horde verwahrloster Straßenkinder, von denen ein Teil schon seit Jahren das Leben von Vagabunden führte“, sich zu einer Gemeinschaft entwickeln zu lassen, die an der „Erziehung der jüngeren Generation im Kinderhaus führenden Anteil nimmt“ und es „zu einem Zentrum jüdischer Jugendbewegung in Litauen“ macht, war die Aufgabe, der sich Lehmann stellte.

## Radikale Selbstverwaltung unter der Bedingung produktiver Arbeit
Vor dieser Ausgangslage und diesen Zielen fällt es nicht schwer, Parallelen zu Makarenkos Formen der Kollektiverziehung und dessen Ansätzen für eine Resozialisierung verwahrloster Jugendlicher zu sehen. Vielleicht entschiedener als dieser setzte Lehmann aber auf ein Modell der weitgehenden Selbstverwaltung und Selbstverantwortung der Jugendlichen, wie es auch in einigen Kinderrepubliken praktiziert wurde. In diesem Prozess gelang es, den anfänglichen Kampf der Kinder gegen das Kinderhaus und dessen Leitung über eine zwischenzeitliche Mitbestimmung hin zu einem Modell zu entwickeln, „in dem wir den Jugendlichen auf allen Gebieten Selbstverwaltung einräumten“. Die Radikalität dieses Modells beschrieb Lehmann 1929, da schon in Ben Shemen:

„Wir lehnen ferner die Art der Selbstverwaltung ab, wo mit viel Pädagogik und Taktik getan wird, als ob die Jungen selbständig handeln, wo sie aber hinter den Kulissen wie Marionetten von oben bewegt werden. Wir lehnen diese Art ab, weil sie nicht ehrlich ist und deswegen auch nicht gut sein kann. Weiterhin kommen wir immer mehr zu der Überzeugung, daß Pädagogik dort einsetzt, wo das Menschliche nicht mehr zureichend ist. ,Pädagogik' ist eine gute Sache dort, wo der Lehrer einige Stunden am Tage die Kinder belehrt. Das Fluidum, das von einem Menschen zum zweiten hinüberfließt, mit dem er Tag und Nacht zusammen lebt, fließt in diesem Fall nicht, und anstelle dieses nicht im Hellen, sondern im Unbewußten sich abspielenden Verkehrs muß hier die Absicht, erzieherisch zu wirken, die Pädagogik, treten. Aber in einer Gemeinschaft, wo Erzieher und Kinder tagaus-tagein, jahraus-jahrein zusammen leben, wo so viele Gelegenheiten sind, einander nackt zu sehen, wirkt das ganze Sein der Menschen, sein Wesen, viel weniger die pädagogische Bemühung und Taktik.“

Eine entscheidende Rolle in diesem Prozess hin zu einer echten Selbstverwaltung des Kinderhauses durch seine Bewohner spielte „die gemeinsame Arbeit für den Erhalt der Einrichtung im handwerklichen, landwirtschaftlichen und auch im pädagogischen Bereich“: 

„Anfangs handelte es sich dabei um einfache Aufgaben, wie die Ausgabe der Wäsche oder der Nahrungsmittel. Da Lehmann aber an die sozialen Kräfte der Jugend glaubte, gab er ihnen nach und nach die Möglichkeit an allen Prozessen und Arbeiten des Kinderhauses teilzuhaben. So übernahmen sie schrittweise immer verantwortungsvollere Dienste, wie im Bereich der Säuglingsfürsorgestelle oder der Ambulanz. Die ‚produktive Arbeit‘ entwickelte sich zum obersten ethischen Gebot und bildete die Richtschnur der Erziehung in Kaunas.“

So, wie Selbstverwaltung in Kaunas mehr war als nur ein pädagogisches Konzept, bedeutete Arbeit hier „anderes und mehr als die Herstellung des Starenkastens bei Georg Kerschensteiner, anderes und mehr als der reformpädagogische Versuch, die herkömmliche Buchschule durch Einführung handwerklicher Tätigkeiten zu einer Arbeitsschule zu machen. In der Kinderrepublik ist Arbeit eine der wesentlichen Grundlagen des Gemeinschaftslebens, ein Feld kollektiver Planung, Organisation und Rechenschaftslegung“.
Welche besonderen Anforderungen das Kinderhaus an seine Mitarbeiterinnen und Mitarbeiter stellte, lässt sich aus einer Bemerkung Lehmanns erahnen: „Wir hatten es stets vermieden, mit Gewalt etwas innerhalb kurzer Zeit zu erreichen, was in doppelt, ja sogar dreifach so langer Zeit von den Jugendlichen selbst erfahren und verwirklicht werden konnte. Die Anwendung dieses Prinzips erforderte allerdings von allen Erwachsenen, die in Verbindung mit dem Kinderhaus standen, ein besonderes Maß von Geduld.“

## Vom eigenen Ich zum Kollektiv
Als eine bedeutsame Entwicklung bezeichnete Lehmann den Schritt von der Überwindung des eigenen Ich hin zum Kollektiv. Ausführlich beschreibt er diesen mit vielen Irrungen und Wirrungen verbundenen Prozess, der das Kinderhaus vor schwierige Herausforderungen stellte. Es begann damit, dass sich die Jugendlichen aus dem Kinderhaus in der „Jugendgruppe der Arbeiterpartei“ organisierten. „Es galt jetzt nicht mehr, die materiellen Errungenschaften der eigenen beschränkten Gruppe zu sichern, sondern die der gesamten arbeitenden Menschheit.“ Lehmann beschreibt diesen Prozess vor dem Hintergrund der Erfahrungen der Jugendlichen, die ihre eigene erlebte soziale Ausgrenzung nur durch einen brennenden Hass gegen alles kompensieren konnten, was mit bürgerlicher Gesellschaft zu tun hatte. Dass dabei auch die bürgerlichen Erzieher im Kinderhaus in die Schusslinie gerieten, verschweigt er nicht, aber der Kampf gegen alles Überkommene hatte für die Jugendlichen größere Dimensionen: Religion war in ihren Augen Sache der Bourgeoisie und damit abzulehnen. Gleiches galt für den Zionismus. „Zionismus und kapitalistische Gesellschaftsordnung war für die aus den untersten Volksschichten kommende Jungen vollständig eins, und deshalb erschien kein Mittel zu schlecht, um mit dieser sogenannten ‚Methode der jüdischen Bourgeoisie, die jüdische Arbeiterklasse in Sklaverei zu halten‘, endlich abzurechnen.“ Doch Lehmann vertraute darauf, dass die Jugendlichen im Parteileben nicht die Erfüllung finden würden, nach der sie suchten; sie fanden in der Partei nicht das, „wonach jede Jugend mit besonderer Sehnsucht verlangte, eine Gemeinschaft“. In dem Maße, wie dies den Jugendlichen bewusst wurde, führte das zu einer Krise des Gemeinschaftslebens innerhalb des Kinderhauses, aus der heraus sich aber „Keime neuer Gruppenbildung“ entwickelten. Diese Keime entfalteten sich um ein leerstehendes Häuschen herum, das einige Jugendliche entdeckt hatten, und dessen Instandsetzung und Ausstattung in eigener Regie sie durchsetzten.

„Nach wochenlanger Arbeit waren auch die Möbel von den Jugendlichen selbst fertiggestellt und der Tag der Einweihung war gekommen. Eine Gruppe von Mitgliedern fügte sich hier zu einer Gemeinschaft zusammen, nachdem die Auswahl, wer zu einem solchen Gemeinschaftsleben fähig sei, mehrere Wochen in Anspruch genommen hatte. Jeder fühlte, daß sich jetzt eine neue Periode in der Entwicklung des Kinderhauses vorbereite. Man begann jetzt zum ersten Male langsam die Schönheit eines Zusammenlebens zu spüren, das nicht seinen Sinn durch gemeinsamen Kampf und gemeinsamen Haß bekam, sondern in der warmen Beziehung von Mensch zu Mensch, im jugendlichen Eros begründet war.“

Doch dieser jugendliche Eros erwies sich nicht als dauerhafter Bindungsfaktor, die auf ihn gegründete Gruppenbildung mit der der bürgerlichen Jugendbewegung entlehnten immanenten Tendenz zur Ausschaltung der Realität, führte zu einer weiteren Krise innerhalb der Gemeinschaft, die erst dann eine positive Wendung erfahren konnte, als „die Form der Gemeinschaft einen Inhalt bekam, wo eine gemeinsame in der Realität fest verwurzelte Idee sich mit dem jugendlichen Eros verbinden konnte“. Im Kinderhaus waren es zwei Grundideen, die das Fundament für eine weiterführende Entwicklung bildeten:
- Ein Teil der Jugendlichen, vorwiegend jene, die sich zuvor stark für eine Parteiarbeit interessiert hatten, wandten sich „immer mehr dem Ideal der Volksarbeit im Golus“ zu und strebten Berufe wie Volksschullehrer, Mitarbeiter an Arbeiterbildungsanstalten oder Schwestern an.[17]
- Ein anfangs kleiner Teil der Jugendlichen wandte sich Palästina zu und engagierte sich bei den Hashomer Hatzair und in der Hechaluz-Bewegung. Deren Berufsideal war es, Bauer oder Handwerker in Palästina zu werden.

Als Lehmann 1926 über diese Entwicklung schrieb, konnte er davon ausgehen, dass beide Gruppierungen, zusammen etwa 70 bis 80 Jugendliche, zu stabilen Gemeinschaftsformen gefunden hatten. „Es scheint, als ob die Jugend hier nach langen Irrwegen die Form des Zusammenlebens gefunden hätte, die das Maximum der Kräfte freimacht, welche durch Gemeinschaft erweckt werden können, und gleichzeitig das Minimum an Unterdrückung der Individualität zugunsten der Gemeinschaft erfordert. […] Führerschaft und Jugend haben sich im Laufe der Jahre im ‚Kinderhaus‘ zu einer engen Lebensgemeinschaft zusammengeschlossen, und auf dieser Einheit beruht das Gelingen des großen Projektes, vor dessen Verwirklichung das ‚Kownoer Kinderhaus‘ heute steht.“ Dieses ‚große Projekt‘ sollte für einen Teil der Jugendlichen die Übersiedelung nach Palästina werden. 

„Sie werden, für diese Aufgabe vorbereitet, die Keimzelle für ein Kinder- und Jugenddorf bilden, in welchem später mehrere hundert der Besten unter der jüdischen Waisenjugend aus allen Ländern des Galuth Aufnahme finden werden. Vielleicht wird dieses Dorf einmal, über den Rahmen einer Waisensiedelung hinauswachsend, die ‚pädagogische Provinz‘ des jüdischen Volkes werden, ein Kraftzentrum für ein sich erneuerndes Volk, wie Goethe es dem deutschen Volk im ‚Wilhelm Meister‘ beschrieben hat.“

## Auf dem Weg nach Palästina
Als Lehmann seine Einschätzungen über das Kinderhaus schrieb, war die Entscheidung für Palästina längst gefallen. „Eine Verhaftungswelle von Lehrern in Kovno im Jahre 1925 vereitelte den Plan einer ‚dramatischen Gruppe‘, die durch öffentliche Aufführungen die Alijah finanzieren sollte, und machte gleichzeitig deutlich, daß eine Zukunft nur mehr in Palästina zu denken war.“ Hinzu kam die materielle Not, mit der die Kinder konfrontiert waren und in der sie leben mussten. In dieser Situation traf 1925 auf der Rückreise von einer Weltreise Wilfrid Israel zu einem Zwischenstopp vor seiner Heimreise nach Berlin in Kaunas ein. Er war mit Lehmann seit den Anfängen des Jüdischen Volksheims befreundet und unterstützte Lehmanns Pläne für eine Übersiedlung nach Palästina.

„Gleich nach seiner Ankunft in Berlin überredete Israel seinen Vater, dem Jüdischen Nationalfonds eine beträchtliche Summe als Beitrag zum Bau eines Jugenddorfes in Palästina zu überweisen. Die Übersiedlung des Kinderheims in Kaunas wurde von der jüdischen ›Waisenhilfe‹ in Berlin finanziert, die das Heim schon vorher gefördert hatte und nun das neue Kinderdorf in Ben Shemen in Palästina unterstützte. Israel wurde zum Vorsitzenden der Waisenhilfe – und damit auch zum Paten des Jugenddorfes.“

Die Jüdische Waisenhilfe E. V. Gesellschaft zur Förderung der Erziehung jüdischer Waisenkinder zur produktiven Arbeit wurde 1926 gegründet; ihr Vereinszweck lautete: „Unterhält die aus dem Kaunaser Kinderheim hervorgegangene, von Herrn Dr. Siegfried Lehmann gegründete und geleitete Waisenkolonie Ben-Schemen.“ Vorsitzende dieses Vereins war Elsa Einstein, die Frau von Albert Einstein; dem Präsidium gehörten unter anderem Martin Buber und Max Brod und Lola Hahn-Warburg an, im Zentralkomitee saßen Eugen Caspary, Mary Warburg, Hermann Wronker und Margarete Tietz. Ende 1926 brach dann Siegfried Lehmann mit einer ersten Gruppe von Jugendlichen nach Palästina auf. Sie legten für vier Wochen einen Zwischenstopp in Berlin im Kinderheim Ahawah ein, da sie noch auf die Einreisezertifikate warten mussten.
Anfang 1927 brachten Siegried Lehmann und seine zweite Frau, die Ärztin Rivkah Rebecca Klivanski († 1959), die erste Gruppe nach Palästina, im Juli 1927 folgte die Zweite unter der Leitung von Akiva Yishai (Akiba Vanchotzker) und dessen Frau Chaja Radin. Vermutlich war ihre erste Anlaufstelle noch nicht Ben Shemen, wie Lehmann 1926 noch vor der Abreise schrieb: „In nächster Zeit wird eine ältere Kinderhausgruppe nach Palästina hinübergehen, um dort im Emek Israel den Boden für eine Kinder- und Jugendsiedelung vorzubereiten; jüngere Gruppen, zusammen mit ihren Führern, werden folgen. Sie werden […] die Keimzelle für ein Kinder- und Jugenddorf bilden.“ Bei dieser Keimzelle für das spätere Kinder- und Jugenddorf Ben Shemen im Emek Israel, der Jesreelebene im heutigen israelischen Nordbezirk, dürfte es sich um das Kinderdorf in Giwath Hamoreh gehandelt haben, über das dessen Gründer und Leiter, Sch. S. Pugatschow, im Anschluss an Lehmanns Artikel Von der Straßenhorde zur Gemeinschaft in der Zeitschrift Der Jude berichtete. Warum Lehmann nicht direkt nach Ben Shemen ging, ist nicht bekannt, aber seine Vision von der Keimzelle wurde Wirklichkeit. In Ben Shemen entstand allmählich ein Kinder- und Jugenddorf, „das zur angesehensten Einrichtung dieser Art in Israel werden sollte“.

## Hans Lubinski und das Jüdische Jugend- und Lehrheim
Das Kinderhaus in Kaunas wurde 1930 aufgegeben. Sein letzter Leiter und Lehmanns Nachfolger war der Kinderarzt Hans Lubinski (* 1900 in Berlin – † 1965 in Israel), der danach das Jüdische Jugend- und Lehrheim in Wolzig leitete. Wie sehr der 1926 in Freiburg promovierte Lubinski von den Idealen des Kinderhauses geprägt war, verdeutlicht Sharon Gillerman: 

„Die Direktoren der Kommission für gefährdete Jugendliche haben Herrn Dr. Hans Lubinski, den ehemaligen Direktor des Kinderhauses Kovno, angestellt, um diesen neuen Weg in der Erziehung gefährdeter Jugendlicher mit Hilfe der neuen jüdischen Erziehungsanstalt in Wolzig am Rande Berlins einzuleiten. Als Wolzigs erster Direktor führte Lubinski neue Richtlinien ein, die Bestrafungen abschafften, für das alte System typische lästige Einschränkungen beseitigten und stattdessen den Jugendlichen mehr Bewegungsfreiheit gewährten. Er war sich des Einflusses der Jugendbewegung bewusst (Erziehung der Jugend durch die Jugend) und betonte die Erziehung zu Verantwortung und Autonomie – zusammen mit einem neuen Akzent auf „Jugendgemeinschaft“. Darin reflektierten sich seine Erfahrungen im Kinderhaus Kovno und der inzwischen weit verbreitete Einfluss der Jugendbewegung. Er ließ sogar die Tore des Hauses dauerhaft unverschlossen, sehr zum Entsetzen der Wolziger Einwohner.
Lubinski distanzierte sich von den alten Erziehungsmethoden als den falschen Mittel zur Rehabilitation. Jenseits der fortschrittlichen pädagogischen Veränderungen, die in Wolzig vollzogen wurden, ist dieser Orientierungswechsel am deutlichsten in Lubinskis Ansatz über Verwahrlosung zu sehen.“

Ähnlich wie in Kaunas, musste aber auch Lubinski anfangs mit großen Schwierigkeiten kämpfen. „Die neuen Prinzipien forderten viel von beiden Seiten. Zöglingen und Erziehern, und es dauerte einige Zeit, bis das System funktionierte. Hans Lubinski gab später offen zu, dass er am Anfang  zu optimistisch war, und nach zwei Monaten gab er die Idee der totalen Selbstverwaltung auf. Er erkannte, dass es notwendig war, sich schrittweise anzupassen, denn sonst würden sich die Jugendlichen und jungen Männer durch die neuen Aufgaben und Pflichten überfordert fühlen. Nach einigen Anpassungen funktionierte das System angemessen; 1931 wurde berichtet, dass die Entscheidungsfindung die Zuweisung von Arbeit beinhaltete und sogar Details des Speiseplanung.“
Hans Lubinski erhielt im März 1939 eine Zulassung als Arzt in Nahalal. Über seine weitere Tätigkeit in Palästina und später in Israel ist nichts bekannt.